# Golub (zviježđe)
Golub (lat. Columba) je manje zviježđe južno od Velikog Psa i Zeca. Astronom Augustin Royer Godine 1679. odvojio ga je od Velikog Psa u zasebnu konstelaciju.
Unutar ovog zvijezđa nalazi se zvijezda WASP-63 i egzoplanet WASP-63b koji nose imena Kosjenka i Regoč po likovima iz Priče iz davnine Ivane Brlić-Mažuranić.

## Mitologija
S obzirom na to da je zviježđe uvedeno tek u 17. stoljeću, ne postoji mitologija vezana uz njega.

## Najzanimljiviji objekti dubokog svemira
Kuglasti skup NGC 1851 je daleko najsjajnija od nebeskih maglica u ovom zviježđu. Prividni sjaj skupa je magnitude 7.1 i vidljiv je i u manjem teleskopu, iako se iz Hrvatske teško može vidjeti jer se nalazi na deklinaciji od -40°.
Svi ostali objekti su mnogo slabijeg sjaja, pa su u dometu manjih teleskopa samo još dvije galaktike - NGC 1808 (m=9.9) i NGC 1792 (m=10.0), iako je i njih jako teško vidjeti iz Hrvatske jer se na našem nebu nikada ne podižu više od 10° iznad južnog horizonta.

## Odabrene zvijezde
U tablici su navedene sve zvijezde kojima je pridijeljeno ime, Bayerova oznaka ili Flamsteedov broj:
| BD         | Ime i druge oznake                         | Mag. | Udaljenost u svj. godinama | Komentari                                                 |
| ---------- | ------------------------------------------ | ---- | -------------------------- | --------------------------------------------------------- |
| α          | Alpha Columbae, Phact [Phaet, Phad, Phakt] | 2.65 |                            | - < ? al-fakhitah Golub ? : - (?) < فخذ fakhð             |
| β          | Beta Columbae, Wezn [Wazn]                 | 3.12 |                            | - < وزن wazn                                              |
| γ          | Gamma Columbae,                            | 4.36 |                            |                                                           |
| & delta;   | Delta Columbae,                            | 3.85 |                            |                                                           |
| & epsilon; | Epsilon Columbae,                          | 3.86 |                            |                                                           |
| & eta;     | Eta Columbae,                              | 3.96 |                            |                                                           |
| θ          | Theta Columbae, Al Kurud                   | 5.00 |                            | - <القرود al-qurūd, majmuni - (?) < الغرود alghurūd, dine |
| κ          | Kappa Columbae,                            | 4.37 |                            |                                                           |
| λ          | Lambda Columbae, Tsze                      | 4.88 |                            | - < 子 (Mandarin zǐ), sin                                 |
| & mu;      | Mu Columbae,                               | 5.18 |                            | odbjegla zvijezda                                         |
| & nu;1;    | Nu1 Columbae,                              | 6.15 |                            |                                                           |
| & nu;2;    | Nu2 Columbae,                              | 5.28 |                            |                                                           |
| & xi;      | Xi Columbae,                               | 4.97 |                            |                                                           |
| & omicron; | Omicron Columbae,                          | 4.81 |                            |                                                           |
| π1         | Pi1 Columbae,                              | 6.15 |                            |                                                           |
| π2         | Pi2 Columbae,                              | 5.50 |                            |                                                           |
| & sigma;   | Sigma Columbae,                            | 5.52 |                            |                                                           |
|            | 72 Columbae,                               | 5.65 |                            |                                                           |